# Мормуарон (кантон)
Мормуарон (фр. Mormoiron) — кантон во Франции, находится в регионе Прованс — Альпы — Лазурный Берег. Департамент кантона — Воклюз. Входит в состав округа Карпантрас. Население кантона на 2006 год составляло 9851 человек.				
Код INSEE кантона — 84 15. Всего в кантон Мормуарон входят 10 коммун, из них главной коммуной является Мормуарон.

## Коммуны кантона
| Коммуна             | Население | Почтовый индекс | Код INSEE |
| ------------------- | --------- | --------------- | --------- |
| Бедуан              | 2609      | 84410           | 84017     |
| Бловак              | 337       | 84570           | 84018     |
| Крийон-ле-Брав      | 398       | 84410           | 84041     |
| Флассан             | 341       | 84410           | 84046     |
| Мальмор-дю-Конта    | 1203      | 84570           | 84070     |
| Метами              | 397       | 84570           | 84075     |
| Моден               | 275       | 84330           | 84077     |
| Мормуарон           | 1562      | 84570           | 84082     |
| Сен-Пьер-де-Вассоль | 433       | 84330           | 84115     |
| Виль-сюр-Озон       | 1030      | 84570           | 84148     |